# Nathan J. Brown
Pour les articles homonymes, voir Brown.
Cet article possède un paronyme, voir Nathan Brown.
Nathan J. Brown (né le 9 juillet 1958) est un professeur et chercheur américain spécialiste du droit et de la politique du Moyen-Orient.

## Biographie

### Carrière
Il est chercheur à l'université George-Washington et professeur de sciences politiques et des affaires internationales à la Elliott School of International Affairs. Il est souvent présenté comme l'ancien directeur de l'Institut pour les Études du Moyen-Orient (Institute for Middle East Studies). Il a occupé, pendant deux ans, la fonction de senior associate à la Fondation Carnegie pour la paix internationale et a été également chercheur à l'Institut du Moyen-Orient (Middle East Institute). Brown a été sélectionné en 2013 au titre de Guggenheim Fellow pour les Études du Proche-Orient. Il est actuellement membre du Conseil du projet sur la démocratie au Moyen-Orient (Project on Middle East Democracy).

### Formation
Il est titulaire d'un baccalauréat ès arts (BA) de l'université de Chicago et d'un doctorat (PhD) de l'université de Princeton.

## Recherches
Nathan J. Brown est connu par son travail axé sur les questions de l'Islam politique, en particulier en Égypte et aux territoires palestiniens, et des mouvements islamistes dans le monde arabe. Il s'intéresse également au droit constitutionnel des pays arabes.